# 绍什-鲁斯卡·赫劳代茨基·佐尔坦
绍什-鲁斯卡·赫劳代茨基·佐尔坦（匈牙利語：Soós-Ruszka Hradetzky Zoltán，1902年4月16日—1992年7月8日），匈牙利男子射击运动员。他曾代表匈牙利参加1932年和1936年夏季奥林匹克运动会射击比赛，获得一枚铜牌。